# Филогиния
Филогиния — это чувство нежности, любовь или восхищение по отношению к женщинам. Антоним этого термина — мизогиния. Филогинию не следует путать с гинефилией, то есть сексуальным влечением к женщинам или к женственности (антонимом является гинофобия).
Цицерон писал, что это слово могло использоваться в греческой философии для обозначения чрезмерной любви к женщинам, считавшейся болезнью наряду с мизогинией.
Кристиан Грус-Грин утверждал, что концептуальное содержание филогинии должно развиваться как альтернатива концепции женоненавистничества. Критикуя теорию гегемонной маскулинности Р. В. Коннелл, он показывал, как филогинная маскулинность проявляется среди молодежи в Мапуту, Мозамбик.

## Этимология
Термин филогиния происходит от фило- (любящий) и греческого gynē (женщина). Аналогичные термины греческого происхождения по отношению к мужчинам — это филандрия — «привязанность к мужчинам», и мизандрия — «ненависть к мужчинам». Аналогичными терминами для человечества обычно являются филантропия и мизантропия.

## Заметки
1. ↑  philogynist – The Oxford Dictionary of English (2nd edition revised) – Oxford Reference Online. Oxford English Dictionary.
2. ↑  WordNet. Princeton University. Дата обращения: 31 августа 2009. Архивировано 19 февраля 2012 года.
3. ↑  A recent critical text with translation is in Appendix A Архивная копия от 10 апреля 2016 на Wayback Machine to Will Deming, Paul on Marriage and Celibacy: The Hellenistic Background of 1 Corinthians 7, pp. 221—226.
4. ↑  Groes-Green, C. 2012. «Philogynous masculinities: Contextualizing alternative manhood in Mozambique». Men and Masculinities 15(2):91-111. http://jmm.sagepub.com/content/15/2/91 Архивировано 6 апреля 2016 года.